# World Ultimate Club Championship
Die World Ultimate Club Championship ist ein Turnier in der Sportart Ultimate. Für die Qualifikation gelten normalerweise die Resultate der Nationalen Meisterschaften im Vorjahr. In der Herren-Division traten im letzten Jahr 40 Teams an, in der Frauen-Division ebenfalls 40 Teams und in der Mixed-Division 48 Teams. 2018 fanden die Master Meisterschaften zum ersten Mal als eigenständiges Turnier statt.

## Turniere
| Jahr | Gastgeber  | Open         | Frauen     | Mixed                  | Men Master    | Women Master |
| ---- | ---------- | ------------ | ---------- | ---------------------- | ------------- | ------------ |
| 2002 | Hawaii     | Condors      | Riot       | Donner Party           | KWA           |              |
| 2006 | Perth      | Buzz Bullets | MUD        | Team Fisher Price      | VIGI          |              |
| 2010 | Prag       | Revolver     | Fury       | Chad Larson Experience | Troubled Past |              |
| 2014 | Lecco      | Revolver     | Riot       | Drag’n Thrust          | Boneyard      | Vintage      |
| 2018 | Cincinnati | Revolver     | Riot       | BFG                    |               |              |
| 2022 | Ohio       | PoNY         | Revolution | Seattle Mixtape        |               |              |